# 廟龜
廟龜（學名：Heosemys annandalii），或黃頭廟龜，是東南亞（包括泰國、老撾、柬埔寨及越南等）特有的一種大型龜。取其名是因牠們經常會在廟宇中出沒。
廟龜是水生的，可以生長達51厘米長。牠們的壽命可達93歲。牠們一般都是草食性的。

## 保育狀況
其被列為《瀕危野生動植物種國際貿易公約》附錄二的物種，被限制出口及貿易。